# Daniel Ridgway Knight
Daniel Ridgway Knight (Philadelphia, 15 maart 1839 – Parijs, 9 maart 1924) was een Amerikaans kunstschilder, die hoofdzakelijk werkte in Frankrijk. Hij wordt gerekend tot het naturalisme.

## Leven en werk

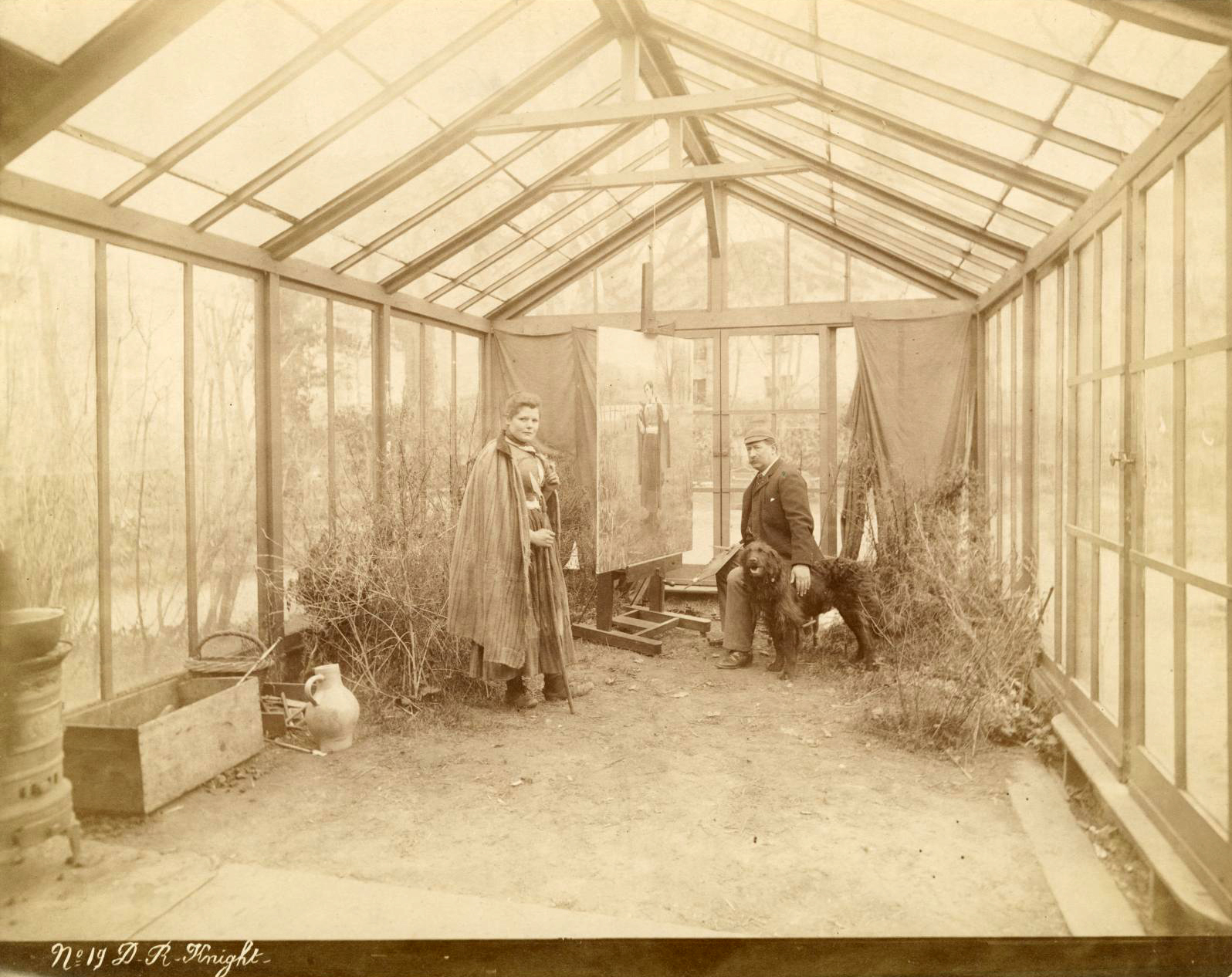
Daniel Ridgway Knight in zijn atelier, ca. 1885-90

Knight bezocht van 1858 tot 1861 de Pennsylvania Academy of the Fine Arts en ging vervolgens naar Parijs om te studeren aan de École des beaux-arts. Daar was hij leerling van onder andere Charles Gleyre en Alexandre Cabanel. In 1863 keerde Knight terug naar de Verenigde Staten, naar Philadelphia, en diende bij de Noordelijke staten tijdens de Amerikaanse Burgeroorlog. Hij trouwde met Rebecca Morris Webster en werkte vooral als portretschilder.
In 1872, na afloop van de Frans-Duitse Oorlog keerde Knight permanent naar Frankrijk terug en vestigde zich in 1873 te Poissy (Département Yvelines). Daar ging hij in de leer bij Jean-Louis-Ernest Meissonier, begon een atelier en maakte kennis met vooraanstaande schilders als Claude Monet, Auguste Renoir en Alfred Sisley.
Knight werd sterk beïnvloed door Jean-François Millet, die hij in Barbizon had ontmoet. Hij schilderde vooral landelijke taferelen, in een naturalistische stijl. Beroemd werd een grote reeks schilderijen van mooie jonge boerenvrouwen, die hij in de jaren na 1896 maakte te Rolleboise, waar hij inmiddels was gaan wonen. Hij positioneerde zijn modellen vaak in zijn eigen tuin, tussen de bloemen en vaak tegen de achtergrond van water (de Seine). Hij werd geprezen om zijn vermogen de menselijke natuur in haar ware essentie te raken.
Knight exposeerde tijdens zijn leven in de belangrijkste galerieën, waaronder de Parijse salon, en won een gouden medaille tijdens de Wereldtentoonstelling van 1889. In 1889 en 1914 werd hij onderscheiden met een benoeming in het Franse Legioen van Eer.
Knight overleed kort voor zijn 85-ste verjaardag te Parijs. Zijn zoon Louis Aston Knight werd ook een bekend landschapsschilder.

## Galerij: boerenvrouwen, Rolleboise (1896-1908)

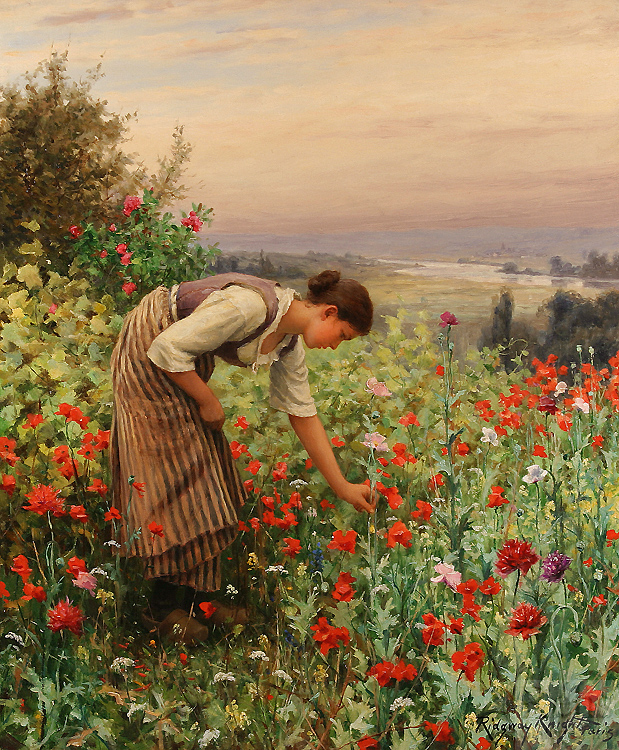
Girl picking poppies
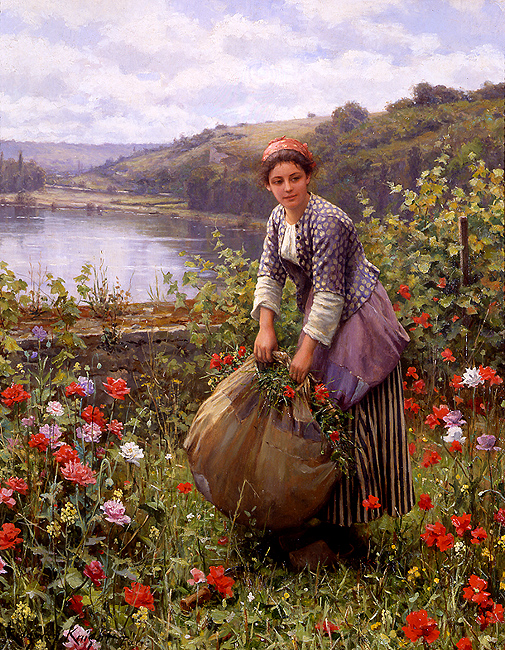
The grass cutter
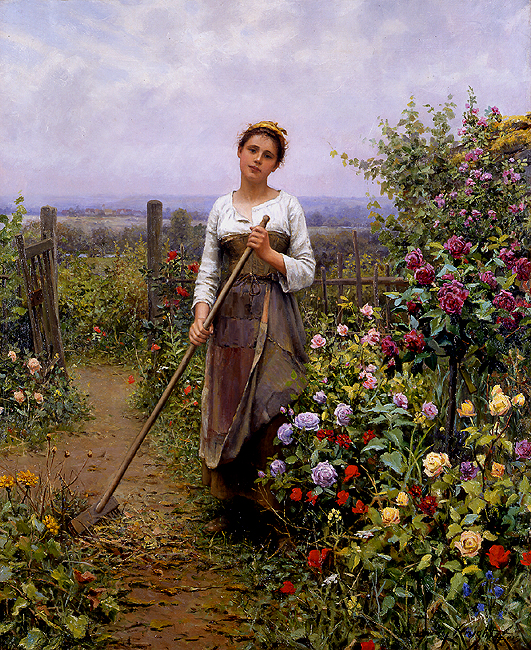
La petite jardinière
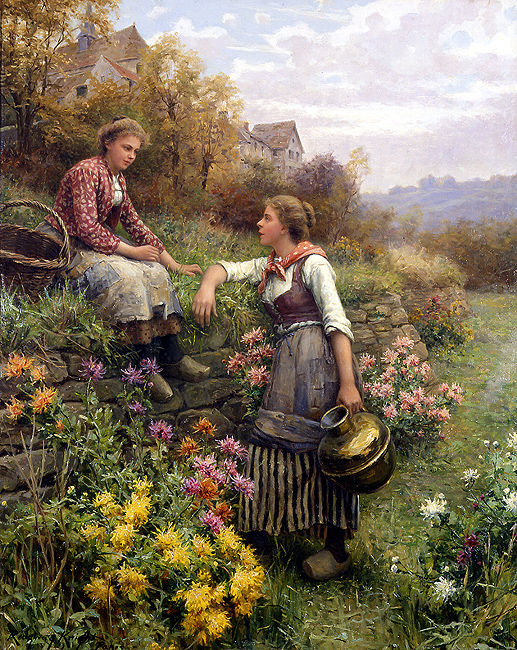
Gossips
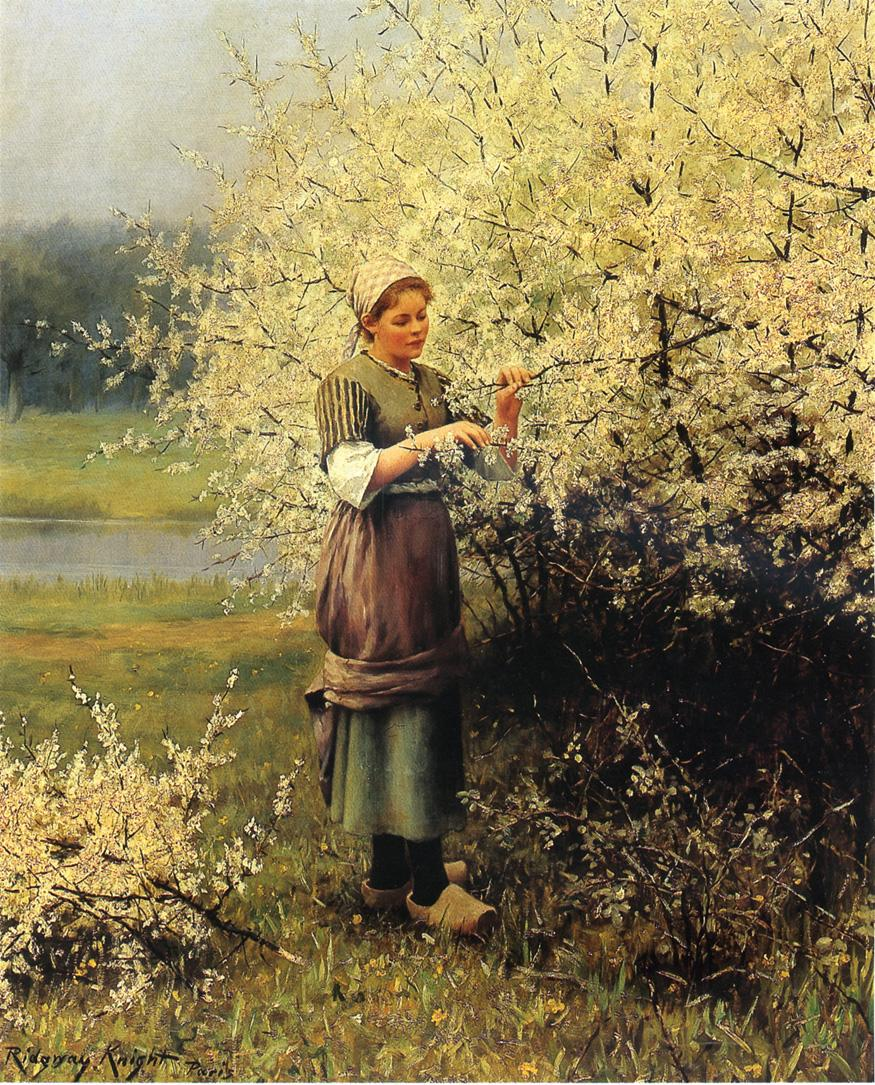
Spring blossoms
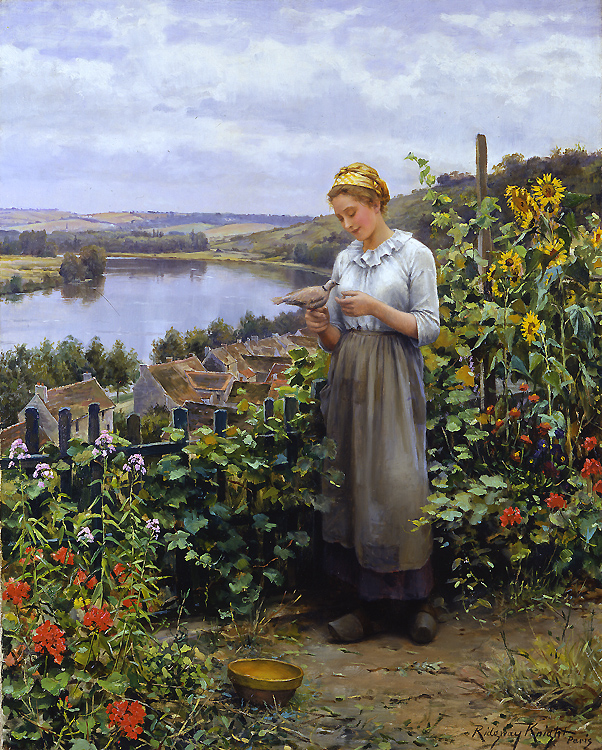
The pet dove
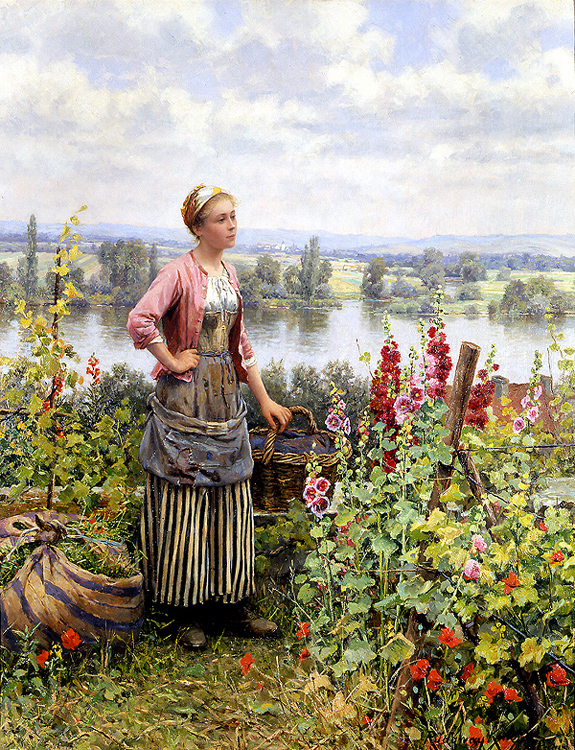
Maria on the terrace with a bundle of grass
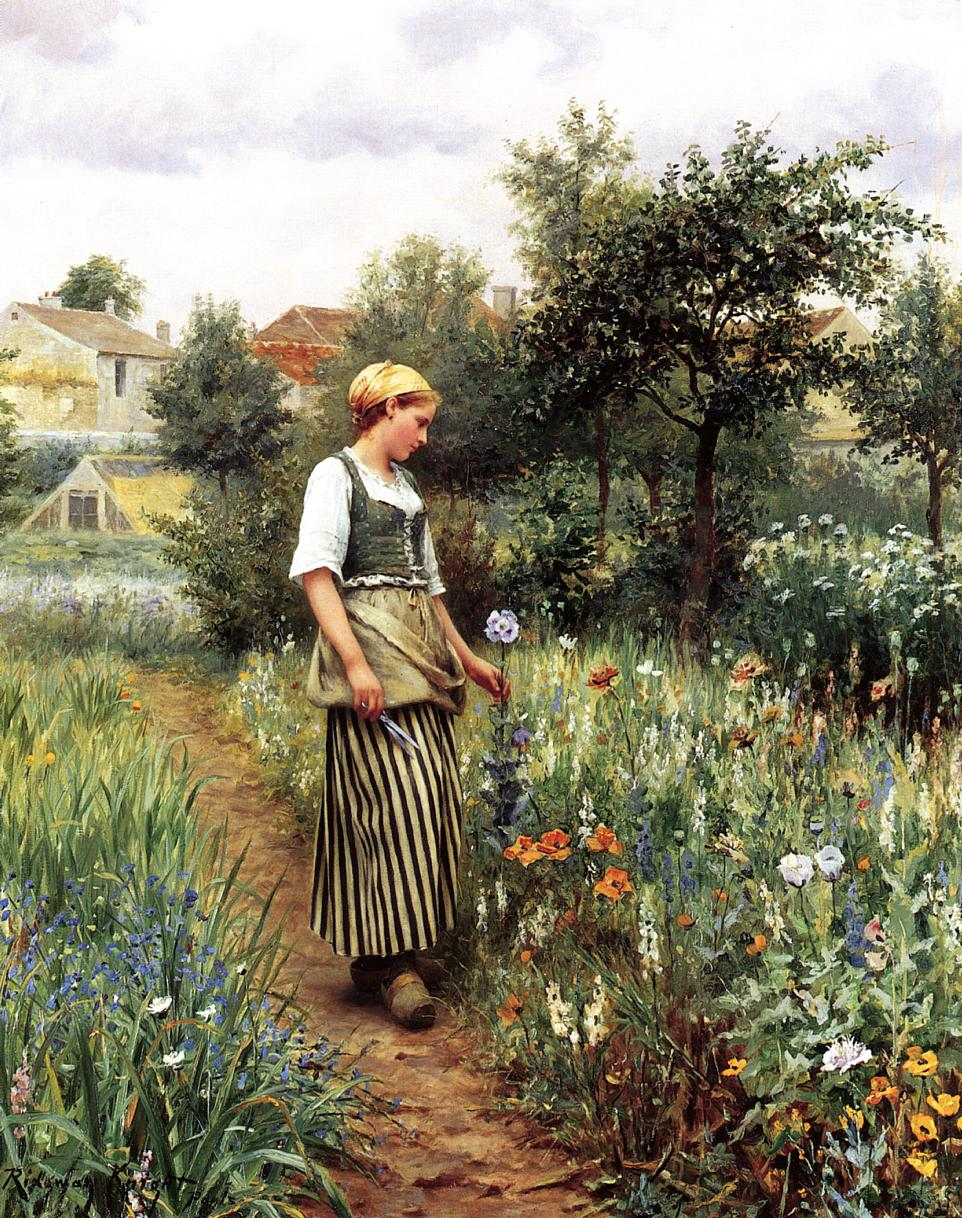
In the garden
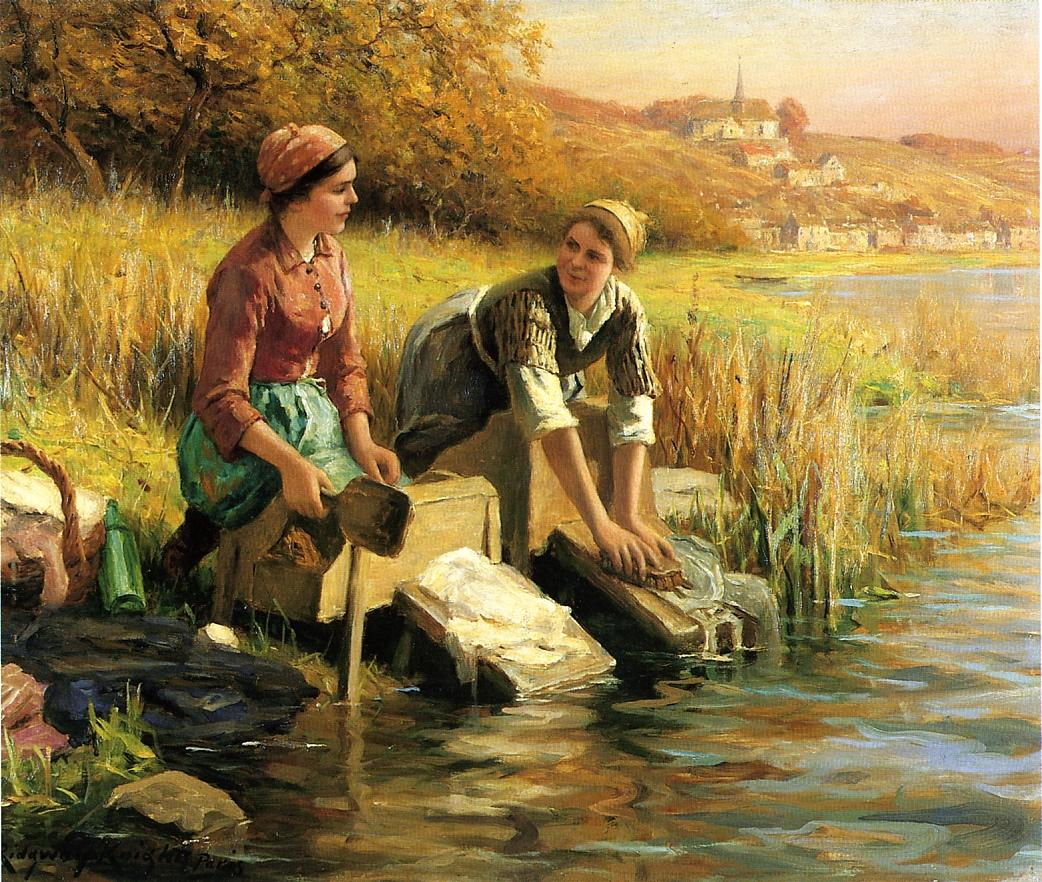
Washing clothes by a stream
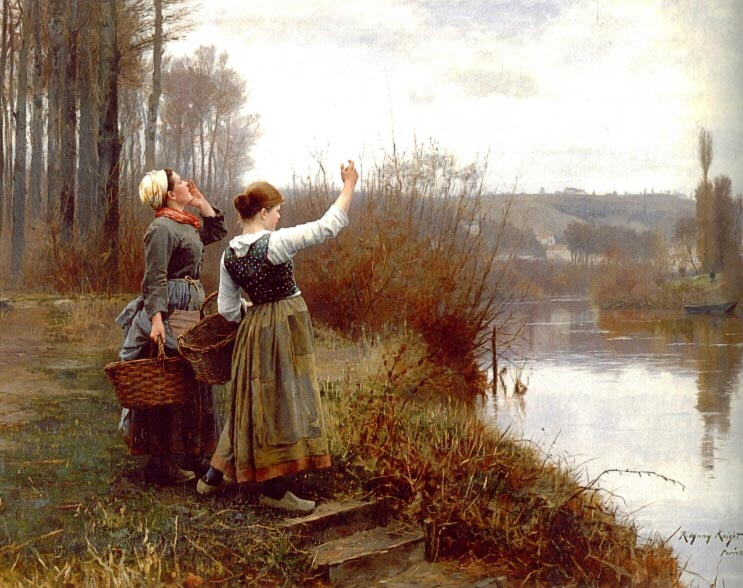
Hailing the ferry